# Las Plumas
Las Plumas je obec v argentinské provincii Chubut v Patagonii. Je administrativním centrem departementu Mártires. V roce 1991 měla obec 341 obyvatel. Při sčítání lidu v roce 2001 zde již žilo 605 lidí. Podle sčítání lidu v roce 2010 žilo v Las Plumas už jen 480 obyvatel. Obec byla založena v roce 1921.